# Kapucínský klášter (Prostějov)
Kapucínský klášter s kostelem svaté Barbory v Prostějově byl působištěm kapucínského řádu, zrušen za josefínských reforem roku 1785.
Kapucínský hospic (tj. malý klášter) byl budován v letech 1759 až 1766 na Brněnském předměstí v Prostějově. 28. července 1759 povolil olomoucký biskup Leopold Bedřich, hrabě z Egkhu a Hungerbachu, vybudovat kapli zasvěcenou svaté Barboře. Základní kámen byl položen 22. srpna 1759 prostějovským knězem Matoušem Koupilem. Stavbu dokončili roku 1762 a téhož roku ji vysvětil Leopold hrabě Podstatzky. Kamenná kaple měla presbytář orientovaný na sever a kryptu, která sloužila pro pohřbívání řeholníků. V roce 1761 obdržel klášter pozemky se zahradami. O tři roky později požádal kvardián P. Firmianus olomouckého biskupa o povolení k přestavění kaple. Biskup souhlasil a základní kámen nového kostela svaté Barbory byl posvěcen 16. května 1765 farářem Františkem z Tannenbergu. Změnila se orientace stavby, presbytář se nyní nacházel místo části zdi na bývalé evangelní straně. Původní presbytář se změnil na boční kapli. Oltářní obraz namaloval František Antonín Sebastini. Kostel měl podle františkánských zásad jen malou věžičku, klenba byla jednoduchá s lunetami nad okny. Podle dobových záznamů se hospici vedlo dobře. Věřící občané vynaložili své prostředky na jeho výbavu, ovšem tento rozvoj netrval příliš dlouho. 26. června 1784 byl klášter zrušen Josefem II. Po sepsání inventáře a provedení jeho odhadu následovaly dražby. Mobiliář kostela, postupně doplňovaný po dvě desetiletí, byl rozprodán. Hospic a kostel připadl rakouské armádě, která budovy využívala jako skladiště. V boční kapli se nacházela kovárna a v hospici nižší vojenská škola. Až roku 1860 věnoval František Josef celý objekt městu Prostějovu. Po převzetí městem sloužil kostel nadále jako skladiště, okna zůstala zazděna. Na začátku 20. století došlo z impulzu městské rady k obnově kostela, který je dnes zasvěcen sv. Cyrilu a Metodějovi.